# 1. Liga (Polen) 2019/20
Die 1. Liga 2019/20, aus Sponsorengründen auch Fortuna I-Liga genannt, war die 72. Spielzeit der zweithöchsten polnischen Fußball-Spielklasse der Herren. Es nahmen insgesamt achtzehn Vereine an der Saison 2019/20 teil. Sie begann am 26. Juli 2019 und endete am 25. Juli 2020.
Am 13. März 2020 setzte der polnische Fußballverband die Liga wegen des Ausbruchs der COVID-19-Pandemie in Polen aus. Nach Rücksprache mit der polnischen Regierung wurde die Liga am 2. Juni 2020 ohne Zuschauer wieder aufgenommen.
Absteiger aus der Ekstraklasa waren Miedź Legnica und Zagłębie Sosnowiec. Aufsteiger aus der dritten polnischen Liga waren Radomiak Radom, Olimpia Grudziądz und GKS Bełchatów.
Der Aufstieg in der Ekstraklasa gelang FKS Stal Mielec, Podbeskidzie Bielsko-Biała und Warta Poznań. In die dritte Liga absteigen mussten Olimpia Grudziądz, Chojniczanka Chojnice und Wigry Suwałki.

## Teilnehmer
An der 1. Liga 2019/20 nahmen folgende 18 Mannschaften teil:
| Verein                       | Stadt            | Stadion                     | Kapazität |
| ---------------------------- | ---------------- | --------------------------- | --------- |
| Bruk-Bet Termalica Nieciecza | Nieciecza        | Stadion Bruk-Bet            | 4.666     |
| Chojniczanka Chojnice        | Chojnice         | Stadion Miejski             | 3.500     |
| Chrobry Głogów               | Głogów           | Chobry Stadion              | 2.817     |
| FKS Stal Mielec              | Mielec           | Stal-Mielec-Stadion         | 6.864     |
| GKS Bełchatów                | Bełchatów        | GIEKSA Arena                | 5.238     |
| GKS 1962 Jastrzębie          | Jastrzębie-Zdrój | Stadion Miejski             | 14.9000   |
| GKS Tychy                    | Tychy            | Stadion Miejski             | 15.1500   |
| Miedź Legnica                | Legnica          | Stadion Miejski             | 6.177     |
| Odra Opole                   | Opole            | Stadion Miejski             | 5.500     |
| Olimpia Grudziądz            | Grudziądz        | Stadion Miejski             | 5.250     |
| Podbeskidzie Bielsko-Biała   | Bielsko-Biała    | Stadion Miejski             | 15.3160   |
| Puszcza Niepołomice          | Niepołomice      | Stadion Miejski             | 2.118     |
| Radomiak Radom               | Radom            | Stadion Radomiaka           | 4.418     |
| Sandecja Nowy Sącz           | Nowy Sącz        | Ojciec-Władysław-Augustynek | 7.000     |
| OKS Stomil Olsztyn           | Olsztyn          | Stadion OSiR                | 2.579     |
| Warta Poznań                 | Posen            | Stadion Groclinu Dyskobolii | 5.383     |
| Wigry Suwałki                | Suwałki          | Stadion Miejski             | 2.910     |
| Zagłębie Sosnowiec           | Sosnowiec        | Stadion Ludowy              | 5.500     |

## Abschlusstabelle
| Pl. | Verein                       | Sp. | S  | U  | N  | Tore    | Diff. | Punkte |
| --- | ---------------------------- | --- | -- | -- | -- | ------- | ----- | ------ |
| 1.  | FKS Stal Mielec              | 34  | 21 | 9  | 4  | 057:310 | +26   | 72     |
| 2.  | Podbeskidzie Bielsko-Biała   | 34  | 19 | 8  | 7  | 064:350 | +29   | 65     |
| 3.  | Warta Poznań                 | 34  | 18 | 6  | 10 | 052:350 | +17   | 60     |
| 4.  | Radomiak Radom (N)           | 34  | 16 | 9  | 9  | 052:450 | +7    | 57     |
| 5.  | Miedź Legnica (A)            | 34  | 14 | 9  | 11 | 049:440 | +5    | 51     |
| 6.  | Bruk-Bet Termalica Nieciecza | 34  | 14 | 8  | 12 | 047:340 | +13   | 50     |
| 7.  | Chrobry Głogów               | 34  | 14 | 7  | 13 | 041:440 | −3    | 49     |
| 8.  | Puszcza Niepołomice          | 34  | 13 | 9  | 12 | 036:370 | −1    | 48     |
| 9.  | GKS Tychy                    | 34  | 12 | 11 | 11 | 060:530 | +7    | 47     |
| 10. | Stomil Olsztyn               | 34  | 13 | 7  | 14 | 030:380 | −8    | 46     |
| 11. | Zagłębie Sosnowiec (A)       | 34  | 12 | 8  | 14 | 049:550 | −6    | 44     |
| 12. | Sandecja Nowy Sącz           | 34  | 12 | 8  | 14 | 045:490 | −4    | 44     |
| 13. | Odra Opole                   | 34  | 11 | 9  | 14 | 033:390 | −6    | 42     |
| 14. | GKS 1962 Jastrzębie          | 34  | 9  | 14 | 11 | 041:460 | −5    | 41     |
| 15. | GKS Bełchatów (N)            | 34  | 11 | 7  | 16 | 036:450 | −9    | 40     |
| 16. | Olimpia Grudziądz (N)        | 34  | 11 | 7  | 16 | 045:560 | −11   | 40     |
| 17. | Chojniczanka Chojnice        | 34  | 8  | 6  | 20 | 046:670 | −21   | 30     |
| 18. | Wigry Suwałki                | 34  | 7  | 5  | 22 | 027:570 | −30   | 26     |

Platzierungskriterien: 1. Punkte – 2. Direkter Vergleich (Punkte, Tordifferenz, geschossene Tore) – 3. Tordifferenz – 4. geschossene Tore

| (A) | Absteiger aus der Ekstraklasa 2018/19 |
| (N) | Aufsteiger aus der 2. Liga 2018/19    |

## Play-offs

### Halbfinale
|                | Ergebnis |                              |
| -------------- | -------- | ---------------------------- |
| Warta Poznań   | 1:0      | Bruk-Bet Termalica Nieciecza |
| Radomiak Radom | 3:1      | Miedź Legnica                |

### Finale
|              | Ergebnis |                |
| ------------ | -------- | -------------- |
| Warta Poznań | 2:0      | Radomiak Radom |

## Torschützenliste
| Pl. | Name                  | Mannschaft                   | Tore |
| --- | --------------------- | ---------------------------- | ---- |
| 01. | Fabian Piasecki       | Zagłębie Sosnowiec           | 17   |
| 02. | Mateusz Kuzimski      | Chojniczanka Chojnice        | 15   |
| 03. | Patryk Mikita         | Radomiak Radom               | 14   |
| 04. | Karol Danielak        | Podbeskidzie Bielsko-Biała   | 13   |
| 04. | Bartosz Nowak         | FKS Stal Mielec              | 13   |
| 06. | Vladislavs Gutkovskis | Bruk-Bet Termalica Nieciecza | 12   |
| 06. | Omran Haydary         | Olimpia Grudziądz            | 12   |
| 08. | João Augusto          | Olimpia Grudziądz            | 11   |
| 08. | Mateusz Kupczak       | GKS Bełchatów                | 11   |
| 08. | Mateusz Marzec        | FKS Stal Mielec              | 11   |
| 08. | Marko Roginić         | Podbeskidzie Bielsko-Biała   | 11   |